# Les Arts Florissants (conjunto)
Para la ópera de Charpentier, véase Les arts florissants (ópera)

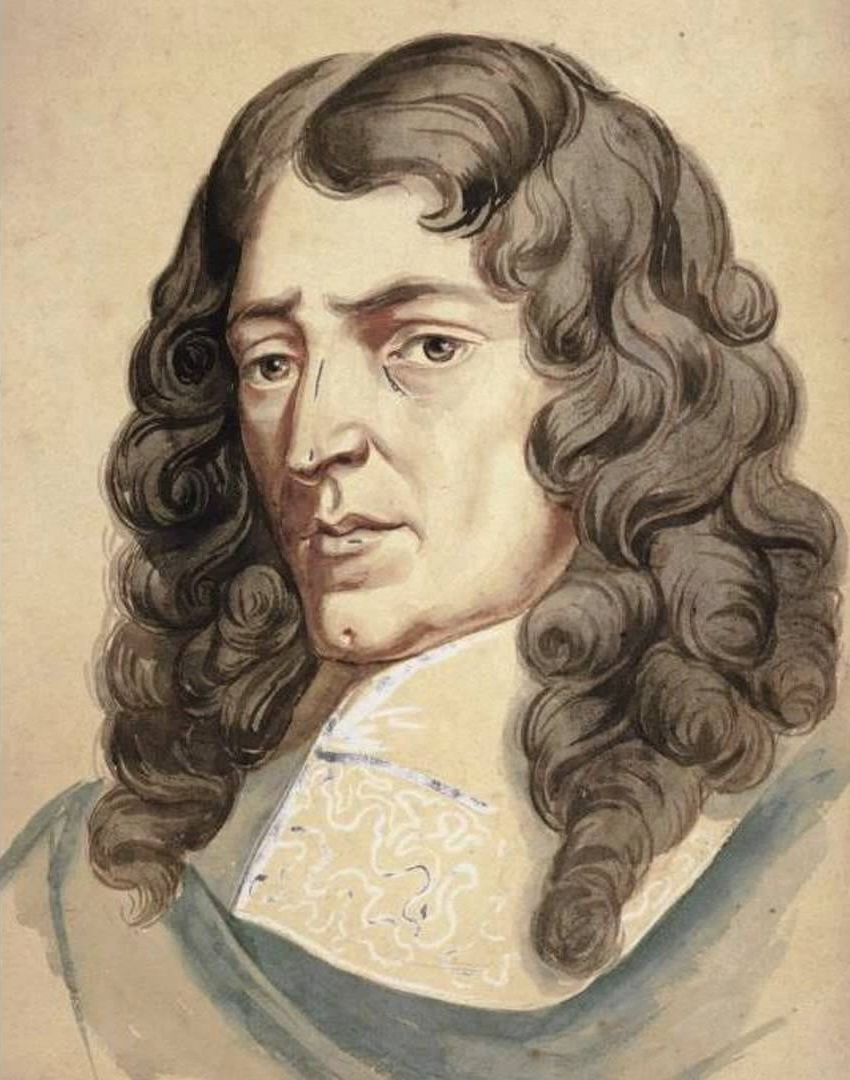
El conjunto toma su nombre de la ópera Les Arts Florissants, de Marc-Antoine Charpentier (1643–1704).

Les Arts Florissants es un ensamble especializado en música del Barroco y del Clasicismo con sede en el Teatro de Caen, Francia. Fue fundado por el director William Christie en 1979. Toma el nombre de la ópera de Marc-Antoine Charpentier escrita en 1685. El grupo está formado por una orquesta de cámara de instrumentos antiguos y un pequeño ensamble vocal. Entre sus asiduos miembros se encuentra la soprano Danielle de Niese y el tenor Paul Agnew, que además es asistente desde el 2007. Jonathan Cohen también forma parte del elenco de directores, quedando Christie en la organización como director artístico.

## Lista parcial de producciones
- 1982 Les Arts Florissants,[1] de Charpentier
- 1983 Dido and Aeneas,[2] de Purcell
- 1983 Il Ballo delle Ingrate,[3] de Monteverdi
- 1985 Actéon,[4] de Charpentier
- 1985 Anacréon,[5] de Rameau
- 1985 La Passion selon Saint-Jean de Bach
- 1986 Actéon de Charpentier
- 1986 Anacréon de Rameau
- 1986 Atys de Lully
- 1987 Atys de Lully
- 1989 Atys de Lully
- 1989 The Fairy Queen de Purcell
- 1990 Les Indes galantes de Rameau
- 1990 Le Malade imaginaire de Charpentier
- 1990 Les Indes galantes de Rameau
- 1991 Castor et Pollux de Rameau
- 1992 Atys de Lully
- 1993 Médée de Charpentier
- 1993 Orlando de Händel
- 1993 Les Indes galantes de Rameau
- 1994 Médée de Charpentier
- 1994 Die Zauberflöte de Mozart
- 1994 Médée de Charpentier
- 1995 Die Entführung aus dem Serail de Mozart
- 1995 Die Zauberflöte de Mozart
- 1995 King Arthur de Purcell
- 1995 Acis and Galatea de Händel
- 1996 Alcina de Händel
- 1996 Hippolyte et Aricie de Rameau
- 1996 Die Entführung aus dem Serail de Mozart
- 1996 Semele de Händel
- 1997 Hippolyte et Aricie de Rameau
- 1997 Le Nozze di Figaro de Mozart
- 1997 Les Pèlerins de la Mecque de Gluck
- 1999 Les Indes galantes de Rameau
- 1999 Alcina de Händel
- 2000 Il ritorno d'Ulisse in patria de Monteverdi
- 2000 Les Indes galantes de Rameau
- 2001 Il Tito de Cesti
- 2002 Il ritorno d'Ulisse in patria de Monteverdi
- 2002 L'incoronazione di Poppea de Monteverdi
- 2003 Les Boréades de Rameau
- 2003 Les Indes galantes de Rameau
- 2003 Serse de Händel
- 2004 Les Paladins de Rameau
- 2004 Hercules de Händel
- 2006 Hercules de Händel
- 2006 Die Zauberflöte de Mozart
- 2006 Die Entführung aus dem Serail de Mozart
- 2008 Armide de Lully
- 2010 The Fairy Queen de Purcell

## Discografía

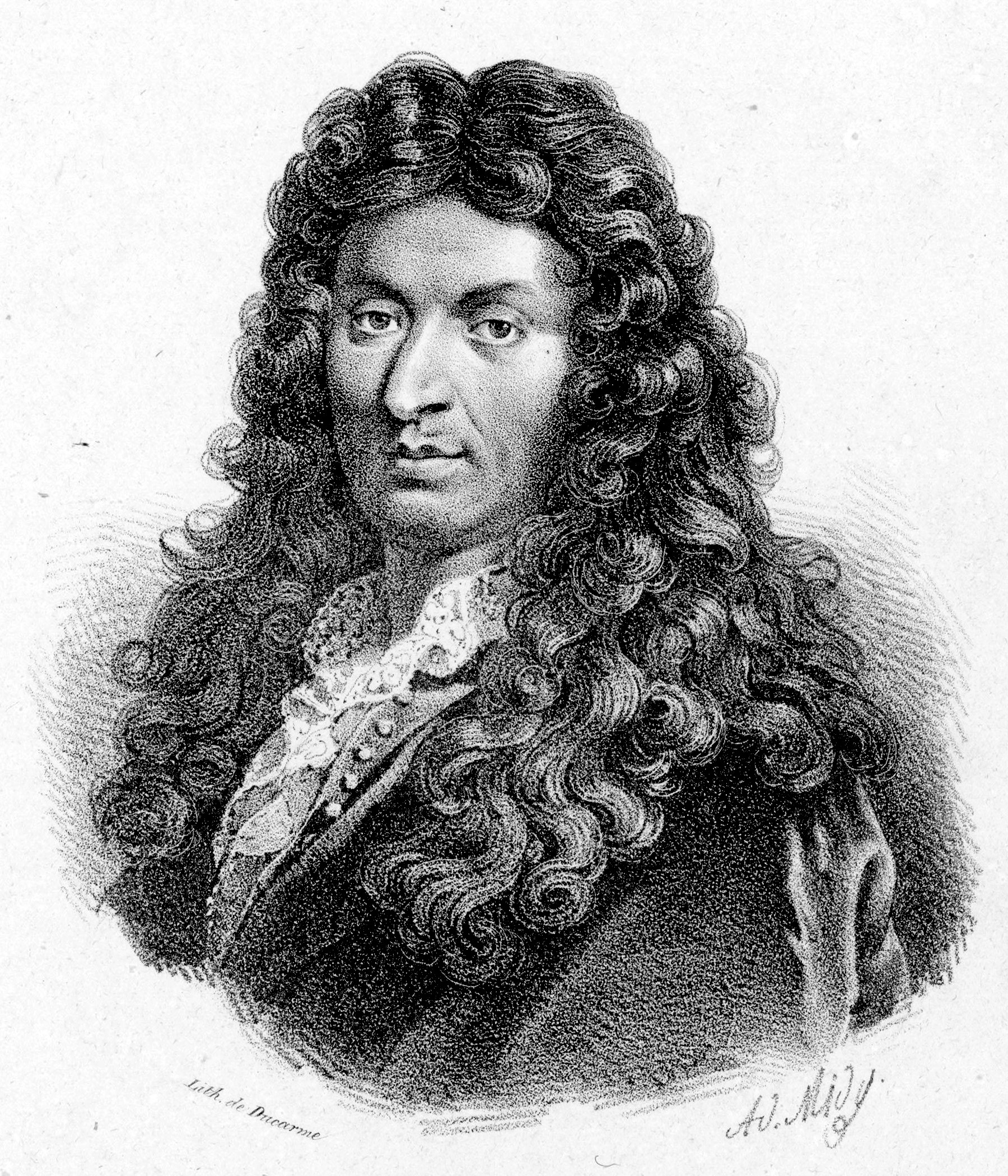
La producción en 1986 de la ópera Atys de Jean-Baptiste Lully por Les Arts Florissants atrajo la atención internacional sobre el conjunto. Grabaron posteriormente la ópera para Harmonia Mundi en 1993.

- A Purcell companion, Henry Purcell, Arlés, Harmonia Mundi, 1994.
- Acis and Galatea, George Frideric Handel, Paris, Erato, 1999.
- Actéon, Marc-Antoine Charpentier, Saint-Michel-de-Provence, Harmonia Mundi, 1982.
- Actéon Intermède pour Le mariage forcé, Marc-Antoine Charpentier, Arlés, Harmonia Mundi, 2001.
- Airs de cour (1689), Michel Lambert, Arlés, Harmonia Mundi, 1992.
- Alcina, George Frideric Handel, Paris, Erato, 2000.
- Actéon Intermède pour Le mariage forcé, Marc-Antoine Charpentier, Saint-Michel-de-Provence, Harmonia, 1981.
- Anacréon ballet en un acte, Jean-Philippe Rameau, Saint-Michel-de-Provence, Harmonia Mundi, 1982.
- Antiennes "O" de l'Avent, Marc-Antoine Charpentier, Arlés, Harmonia Mundi, 1993.
- Atys tragédie lyrique en un prologue et cinq actes; Dies Irae; Petits motets ; Airs pour le clavecin, Jean Baptiste Lully, Arlés, Harmonia Mundi, 1993.
- Ballo delle ingrate: livre VIII des madrigaux; Sestina, Claudio Monteverdi, Saint-Michel-de-Provence, Harmonia Mundi, 1983.
- Baroque festival vol. 1., Firenze, CD Classica, 1993.
- Caecelia, virgo et martyr Filius prodigus : H. 399; Magnificat, H. 73, Marc-Antoine Charpentier, Arlés, Harmonia Mundi, 2003.
- Cantates, Louis-Nicolas Clérambault, Arlés, Harmonia Mundi, 1990.
- Cantates françaises d’André Campra, Arlés, Harmonia Mundi, 2000.
- Cantique de Moÿse; Veni sponsa mea ; Trois fantaisies à quatre pour les violes; Espoir de toute âme affligée ; O bone Jesu d’Étienne Moulinié, Saint-Michel-de-Provence, Harmonia Mundi, 1980.
- Castor & Pollux : chœurs et danses, Jean-Philippe Rameau, Arlés, Harmonia Mundi, 1999.
- Chansons de la Renaissance, Arlés, Harmonia Mundi, 2005.
- Concerti grossi op. 6, George Frideric Handel, Arlés, Harmonia Mundi, 1995.
- David et Jonathas, Marc-Antoine Charpentier, Arlés, Harmonia Mundi, 1998.
- De Lully à Rameau, Jean Baptiste Lully, et al., Arlés, Harmonia Mundi, 1996.
- Descente d’Orphée aux Enfers H.488, Marc-Antoine Charpentier, Paris, Erato, 1995.
- Deux Oratorios, Marc-Antoine Charpentier, Saint-Michel-de-Provence, Harmonia Mundi, 1980.
- Dido & Æneas, Henry Purcell, Arlés, Harmonia Mundi, 1994.
- Die Entführung aus dem Serail, Wolfgang Amadeus Mozart, Paris, Erato, 1999.
- Die Zauberflöte KV 620, Wolfgang Amadeus Mozart, Paris, Erato, 1996.
- Divertissements, airs et concerts de Marc-Antoine Charpentier, Paris, Erato, 1999.
- Grands Motets lorrains pour Louis XIV, Henry Desmarest, Paris, Erato, 2000.
- Great Mass in C minor K.427, Wolfgang Amadeus Mozart, Paris, Erato, 1999.
- Hippolyte et Aricie, Jean-Philippe Rameau, Paris, Erato, 1997.
- Idoménée, André Campra, Arlés, Harmonia Mundi, 1992.
- Il Ballo delle ingrate Sestina, Claudio Monteverdi, Arlés, Harmonia Mundi, 1996.
- Il Combattimento di Tancredi e Clorinda, Claudio Monteverdi, Arlés, Harmonia Mundi, 1997.
- Il Ritorno d'Ulisse in patria, Claudio Monteverdi, [S.l.], Virgin Classics, 2003.
- Il Sant'Alessio, Stefano Landi, Paris, Erato, 1996.
- In nativitatem Domini canticum : un oratorio de Noël, H. 416; Sur la naissance de Notre Seigneur Jésus-Christ : H. 482, Marc-Antoine Charpentier, Saint-Michel-de-Provence, Harmonia Mundi, 1983.
- Jefferson in Paris, Richard Robbins, New York, Angel, 1995.
- Jephté, Michel Pignolet de Montéclair, Arlés, Harmonia Mundi, 2002.
- King Arthur, Henry Purcell, [S.l.n.d.], 1995.
- La musique sacrée à travers les âges, Marc-Antoine Charpentier et al., [S.l.], Harmonia Mundi, 1998.
- La reine des fées, Henry Purcell, Arlés, Harmonia Mundi, 1989.
- Le Cantique de Moÿse, Étienne Moulinié, Arlés, Harmonia Mundii, 2004.
- Le Grand Siècle français musique au temps de Louis XIV de Kenneth Gilbert, Arlés, Harmonia Mundi, 1997.
- Le malade imaginaire, Marc-Antoine Charpentier, Arlés, Harmonia Mundi, 1990.
- Le reniement de Saint Pierre; Méditations pour la Carême, Marc-Antoine Charpentier, Saint-Michel-de-Provence, Harmonia Mundi, 1985.
- Leçons de ténèbres, François Couperin, Paris, Erato, 1997.
- Les antiennes "O" de l'Avent: H 36 à 43 ; Noël sur les instruments: H 534 ; In Nativitatem D.N.J.C. canticum : H 414, Marc-Antoine Charpentier, Arlés, Harmonia Mundi, 1990.
- Les Arts florissants: Idylle en musique ; Intermède pour le mariage forcé et la comtesse d'Escarbagnas, Marc-Antoine Charpentier, Saint-Michel de Provence, Harmonia Mundi, 1982.
- Les Boréades, Jean-Philippe Rameau, Waldron, Opus Arte, 2004.
- Les divertissements de Versailles, Jean-Baptiste Lully, Paris, Erato, 2002.
- Les fêtes d’Hébé, Jean-Philippe Rameau, [S.l.s.n.], 1997.
- Les Indes galantes, Jean-Philippe Rameau, Waldron, Opus Arte, 2005.
- Le jardin des voix, William Christie, [S.l.], Virgin Classics, 2006.
- Les vingt figures réthoriques [sic] d'une passion XXe festival de Saintes, Francesco Cavalli, Luigi Rossi, et al. [S.l.], K. 617, 1991.
- Louis XIV Musique à Versailles au temps du Roi Soleil, [S.l.], Harmonia Mundi, 2004.
- Lully, Jean Baptiste Lully, Arlés, France : Harmonia Mundi, 1993.
- Madrigal classique, madrigal soliste, comédie madrigalesque. L’âge d’or du madrigal, Arlés, Harmonia Mundi, 1998.
- Madrigaux à 5 voix, Carlo Gesualdo, prince de Venosa, Arlés, Harmonia Mundi, 1988.
- Madrigaux des VIIe et VIIIe livres, Claudio Monteverdi, Saint-Michel de Provence, Harmonia Mundi, 1981.
- Marc-Antoine Charpentier, Marc-Antoine Charpentier, Arlés, Harmonia Mundi, 2004.
- Médée, Marc-Antoine Charpentier, Arlés, Harmonia Mundi, 1984.
- Messiah, George Frideric Handel, Arlés, Harmonia Mundi, 1994.
- Motets & madrigaux Il ballo delle ingrate ; Selva morale e spirituale ; L'incoronazione di Poppea, Claudio Monteverdi, Arlés, Harmonia Mundi, 1992.
- Motets, Guillaume Bouzignac, [S.l.n.d], 1993
- Mozart, Entfuhrung aus dem Serail, Schäfer, Petibon, Christie, Wolfgang Amadeus Mozart, [S.l.n.d], 1999.
- Musique de ballet 1979-1999: 20e anniversaire Les Arts Florissants, Jean-Philippe Rameau, Marc-Antoine Charpentier, Paris, Erato, 1999.
- Opera's first master The musical dramas of Claudio Monteverdi, Claudio Monteverdi, Pompton Plains, Amadeus Press, 2006.
- Oratorio per la Settimana Santa ; Un peccator pentito, Luigi Rossi, Arlés, Harmonia Mundi, 1989.
- Orfeo, Luigi Rossi, Arlés, Harmonia Mundi, 1991.
- Pastorale sur la naissance de N.S. Jesus-Christ, H. 483; Magnificat à 3 voix, H. 73, Marc-Antoine Charpentier, Saint-Michel de Provence, Harmonia Mundi, 1981.
- Petits motets, Michel-Richard Delalande, Arlés, Harmonia Mundi, 1997.
- Pièces de clavecin (1724) Les Indes galantes: suite d'orchestre ; Anacréon : ballet en un acte, scène 5; In convertendo, grand motet, Jean-Philippe Rameau, Arlés, Harmonia Mundi, 1992.
- Pierre Philosophale, Marc-Antoine Charpentier, Paris, Erato, 1999.
- Pygmalion; Nélée et Myrthis, Jean-Philippe Rameau, Arlés, Harmonia Mundi, 1992.
- Rameau, Jean-Philippe Rameau, Arlés, Harmonia Mundi Plus, 1992.
- Reniement de Saint-Pierre, Marc-Antoine Charpentier, [S.l.s.n.], 1985 .
- Requiem: KV. 626 Ave verum corpus : KV 618 Introitus, Kyrie, Dies irae (excerpts), Wolfgang Amadeus Mozart, Paris, Erato, 1995.
- Selva morale e spirituale , Claudio Monteverdi, Arlés, Harmonia Mundi, 2003.
- Soleil musiques au siècle de Louis XIV, Paris, Erato, 1999.
- Te Deum; motets, Guillaume Bouzignac, Arlés, Harmonia Mundi, 1993.
- Te Deum; Super flumina Babilonis ; Confitebor tibi Domine, Michel-Richard Delalande, Arlés, Harmonia Mundi, 1991.
- Te Deum, Marc-Antoine Charpentier, Arlés, Harmonia Mundi, 1997.
- Theodora, George Frideric Handel, Paris, Erato, 2003.
- Un Oratorio de Noël ; In nativitatem Domini canticum, H. 416; Sur la naissance de Notre Seigneur Jésus Christ H. 482 de Marc Antoine Charpentier, Saint-Michel-de-Provence, Harmonia Mundi, 1983.
- Voyage en Italie : deux siècles de musique à Rome, Venise, Ferrare, 1550-1750, Arlés, Harmonia Mundi, 1998.
- Zoroastre, Jean-Philippe Rameau, Paris, Erato, 2002.